# Vestas V90-3MW

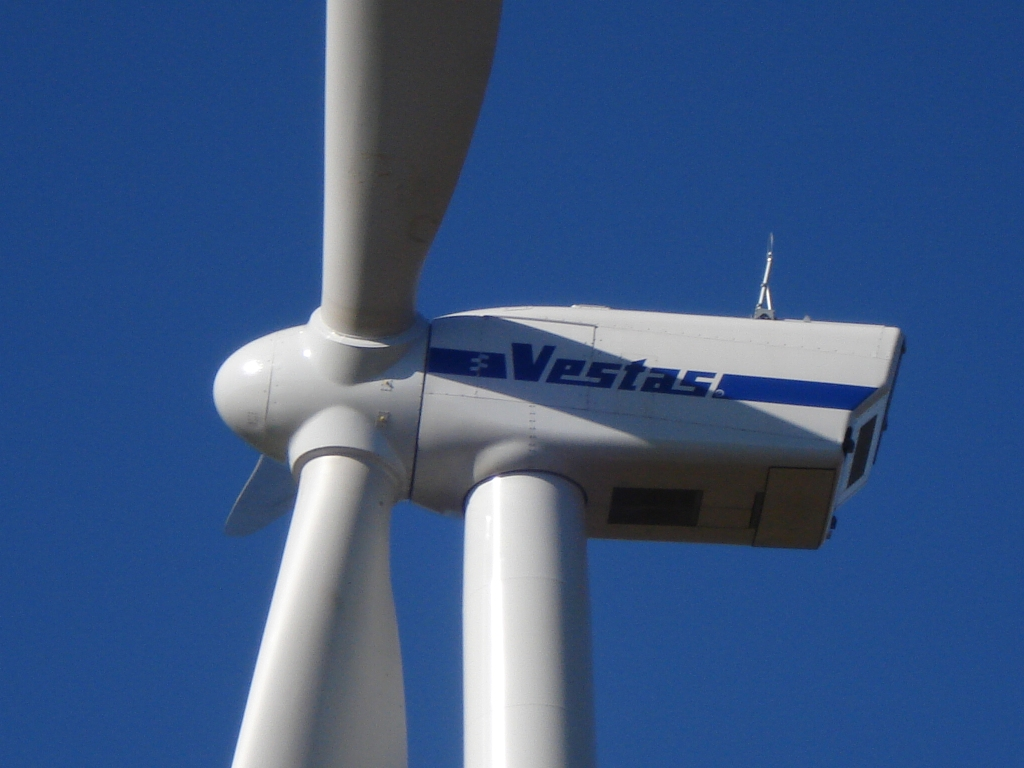
Vestas V90 3MW góndola

El Vestas V90-3MW es un generador de turbina eólica contra viento de tres aspas que utiliza control de inclinación y un generador de inducción de doble alimentación (Versión 50 Hz). Su fabricante afirma haber instalado más de 500 unidades de este tipo en todo el mundo desde su lanzamiento.
Vestas afirma que la turbina proporciona un 50% más de potencia por aproximadamente el mismo peso que el V80. El V90-3MW no debe confundirse con el V90-2MW, que es esencialmente un V80-2MW con hojas más largas. Se produce tanto en una versión en off y offshore. 
El primer V90-3MW se erigió en el norte de Alemania en mayo de 2002. Se instalaron 15 turbinas de prueba en todo el mundo en diferentes condiciones climáticas, de modo que cuando entró en producción, el V90-3MW se probó en más sitios que el V80-2MW. . Luego de una serie de problemas con la caja de engranajes, el V90-3MW se retiró para ventas en el extranjero a principios de 2007 antes de volver a emitirse para uso en el extranjero en mayo de 2008. Actualmente, las góndolas se fabrican exclusivamente en las obras de Vestas Nacelles en Taranto, Italia. Las torres y las aspas pueden provenir de varios lugares. Vestas produce una versión de bajo viento de 3,65 MW llamada V136.

## Detalles técnicos
| Parámetro            | Valor                                                           |
| -------------------- | --------------------------------------------------------------- |
| Poder valorado       | 3000 kW                                                         |
| Concepto             | Velocidad variable, DFIG generador con control de campo         |
| Nacelle Peso         | 70 t                                                            |
| Diámetro de rotor    | 90 metros                                                       |
| Peso de rotor        | 41 t                                                            |
| Control de velocidad | Control de campo independiente a cada hoja                      |
| Generador            | El agua enfrió, varios proveedores                              |
| Gearbox              | Hansen, dos planetario y un helical, 1:100 paso arriba (approx) |
| Cortado En           | 4 m/s                                                           |
| Valorado             | 15 m/s                                                          |
| Cortado Fuera        | 25 m/s                                                          |

Las torres pueden pesar 160 t si 80 m de altura, o 285 t a 105 m (235 t en Alemania).

## Diferencias entre V90-3 y V90-2 / V80s
Las diferencias con respecto a su modelo predecesor, el V80, incluyen el uso de un generador refrigerado por aceite y una caja de cambios compacta, que ahora se conecta directamente al cubo en lugar de a través de un eje de baja velocidad. El V90-3MW se puede diferenciar del V80 por la forma de la góndola, que tiene un perfil recortado en la parte posterior. Otras diferencias incluyen: 
- No utiliza un eje de baja velocidad (la caja de engranajes es integral al rodamiento principal).
- El generador está refrigerado por líquido (con un sistema de enfriamiento adicional asociado).
- Construcción de torre más ligera.
- Forma diferente de la parte posterior de la góndola para acomodar este sistema de enfriamiento.
- Sistema de desvío que utiliza seis motores en lugar de cuatro.
- El V90-3 utiliza cajas de cambios fabricadas por Hansen Transmissions, una subsidiaria de ZF Wind Power Antwerpen
- Estructura de marco adicional en el cono de la nariz para acomodar la escotilla de escape del cubo.
- Freno de disco para aparcamiento.
- Nueva construcción de cuchillas que incorpora fibra de carbono en mástil principal.
- Trituradoras de vórtice sobre cuchillas.

El V90-3MW se puede especificar con uno de los cinco 'modos de ruido' diferentes. Cada modo se establece en el software de la turbina como parte de la instalación, aunque se puede cambiar a otro modo más adelante. Cada modo de ruido diferente implica una curva de potencia diferente, de modo que para un funcionamiento más silencioso, se sacrifica un cierto rendimiento de energía. La mitigación del ruido se administra mediante ajustes en el ángulo de inclinación de la pala. 
Por razones de licencia, la 60   El modelo Hz vendido en los EE. UU. Y Canadá utiliza un sistema convertidor ligeramente diferente, lo que permite solo un flujo de energía de una vía a través del convertidor del rotor, en lugar del flujo de energía de dos vías utilizado en la versión estándar. Esta restricción no se aplica a 60   Modelos Hz vendidos en otras regiones (es decir, Japón). 

## Uso en alta mar

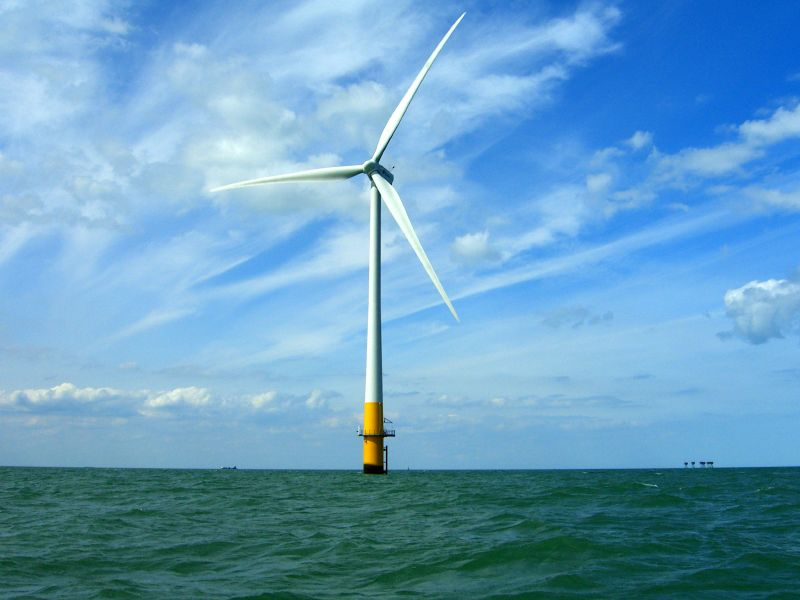
Vestas V90-3MW en el parque eólico marino Kentish Flats

El V90-3MW se utiliza en alta mar en los siguientes parques eólicos: 
- Barrow Offshore Wind (30 unidades en operación)
- Parque eólico marino Kentish Flats (30 unidades en operación)
- OWEZ Egmond aan Zee, Países Bajos (36 unidades en operación)
- Robin Rigg Wind Farm (60 unidades en operación)
- Parque Eólico Belwind, Zeebrugge, Bélgica (55 unidades en operación)
- Proyecto de energía eólica marina de Thanet, Thanet, Reino Unido (100 turbinas en funcionamiento)[5]